# Opel GT
O Opel GT é um carro desportivo de dois lugares que foi fabricado e comercializado pela fabricante alemã Opel em duas gerações - separado por um hiato de 34 anos.
A primeira geração do Opel GT (1968-1973) estreou como um exercício de estilo em 1965 nos salões de automóveis de Paris e Frankfurt. O veículo de produção utilizou componentes mecânicos do Opel Kadett B contemporâneo e uma carroceria rígida de duas portas pela empreiteira francês Brissonneau & Lotz. O estilo do GT foi frequentemente citado como semelhante ao Chevrolet Corvette 1968, que foi colocado à venda em setembro de 1967.
A Opel comercializou a segunda geração do GT (2007-2009) como uma variante rebatizada do conversível de dois lugares Saturn Sky/Pontiac Solstice, fabricado em Wilmington, Delaware, EUA.
Em 2016, a Opel apresentou o GT Concept no Salão do Automóvel de Genebra de 2016 como um veículo leve, com turbo, tração traseira e dois lugares.

## GT coupé (1968–1973)

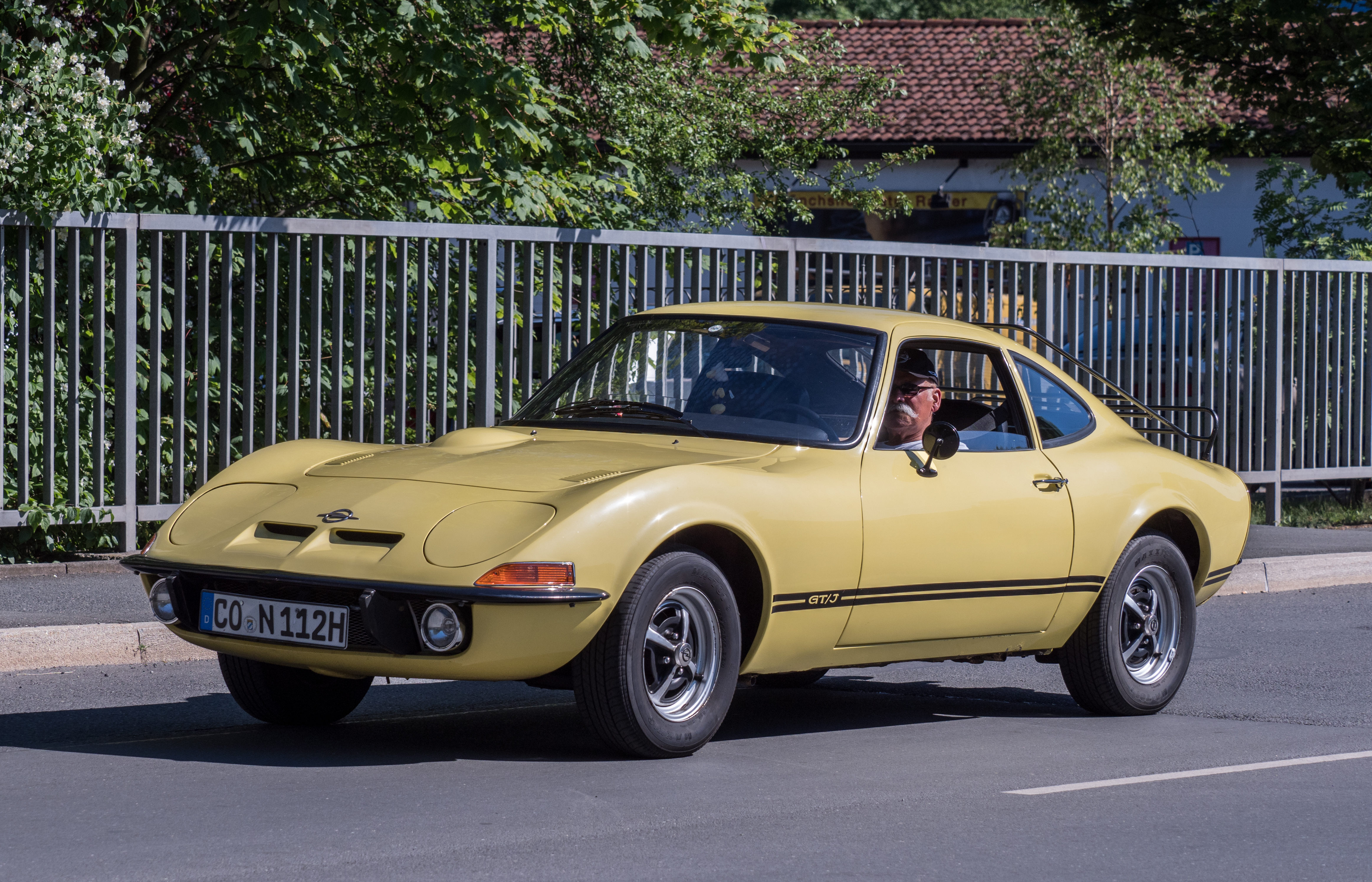
A especificação reduzida GT / J (para "Junior") introduzida em 1971 representou uma tentativa de alargar o apelo do Opel GT

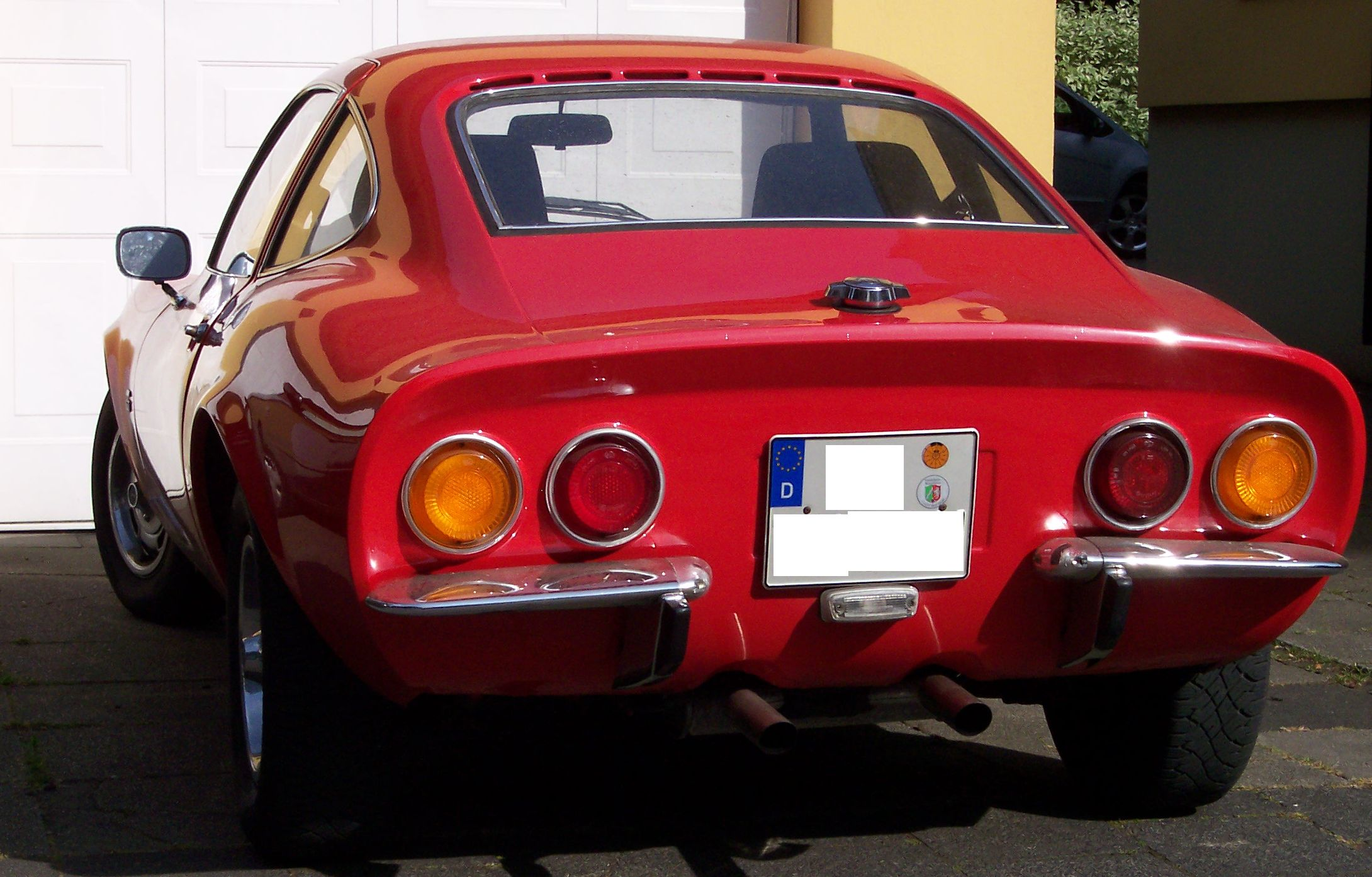
Visão traseira

O primeiro Opel GT foi equipado com um motor de quatro cilindros em linha de 1,1 L OHV, que produzia 67 cv (SAE) a 6.000 rpm. No entanto, a maioria dos compradores escolheu uma Cam-in-head opcional de 1,9 L na cabeça do motor, que produzia 102 hp (SAE) entre 5200 e 5400 rpm. Alguns dos primeiros modelos de 1968 também vieram com uma cabeça de cilindro de código "H" de compressão ligeiramente mais alta. Em 1971, devido aos regulamentos de emissões, a Opel reduziu a taxa de compressão do motor de 1,9 L usado nos EUA e a produção caiu para 83 cv (SAE). Havia também um modelo GT / J, que era uma versão menos cara do GT com motor de 1900, vendido apenas na Europa. A transmissão padrão era de quatro marchas manuais. Um automático de três velocidades estava disponível com o motor de 1,9 L. O modelo executado do Opel GT foi de 1968 a 1973.
O Opel GT utiliza um modelo unibody de aço e um motor de tração dianteira convencional. O motor é montado muito atrás no chassi para melhorar a distribuição de peso. A suspensão dianteira é composta por braços superiores A e por uma mola de lâmina transversal inferior. Um eixo vivo e molas helicoidais são usados na parte traseira. O sistema de travagem assistida usa discos na frente e tambores na parte traseira. A direção é desassistida.
Uma característica incomum do Opel GT é a operação dos faróis de pop-up . Eles são operados manualmente, por meio de uma grande alavanca ao longo do console central ao lado do câmbio. Ao contrário da maioria dos faróis de pop-up, ambos giram na mesma direção (no sentido anti-horário de dentro do carro) em torno de um eixo longitudinal. Uma piada padrão sobre os donos de GT é que você pode identificá-los com facilidade devido aos músculos pesados do braço direito, usando a alavanca para abrir os faróis.
Projetado pelo estilista da Opel Erhard Schnell, o GT é um fastback, que não possui nem um porta-malas acessível externamente, nem um hatchback convencional. Há uma prateleira atrás dos assentos que só podem ser acessados pelas portas principais. Atrás da prateleira há um painel dobrável que esconde um pneu sobressalente e um macaco. O interior do GT é surpreendentemente grande para um carro do seu tamanho, devido ao seu processo de design original em que o metal exterior foi esculpido em torno de um modelo interior. A altura livre e o espaço para as pernas são suficientes para aqueles com 1,83 m de altura.
Durante 1968 a 1973, um total de 103.463 carros foram vendidos. Os GT mais colecionáveis são provavelmente os primeiros cem carros montados à mão em 1968 e os modelos de 1968-1970 com o motor de 1,1 L, que totalizaram 3.573 carros. Dos carros posteriores, 10.760 eram o modelo mais barato (GT/J), que faltava quase todas as partes cromadas e oferecia menos recursos padrão. Em alguns mercados, itens como um diferencial de deslizamento limitado, barras dianteiras e traseiras anti-oscilação, janela traseira aquecida e luz do compartimento do motor eram padrões, embora a maioria dos carros fosse embarcada sem eles.
Na América do Norte, o GT foi vendido nas concessionárias Buick. As razões para o fim da produção foram a necessidade de redesenhar o carro para se manter competitivo com modelos esportivos promissores, como o Datsun 240Z, bem como o término do contrato de fisiculturismo de Brissonneau e Lotz. Excepcionalmente para o período, não haviam modelos da Vauxhall equivalentes ao GT vendido no Reino Unido.
O Opel GT também foi usado pelo fisiculturista italiano Sergio Coggiola para criar o Opel Sylvia GT , um design angular da escola de papel dobrado. O Sylvia de 1973  também foi projetado com um olho para a segurança.

## GT roadster (2007–2010)
Artigo principal: Saturn Sky

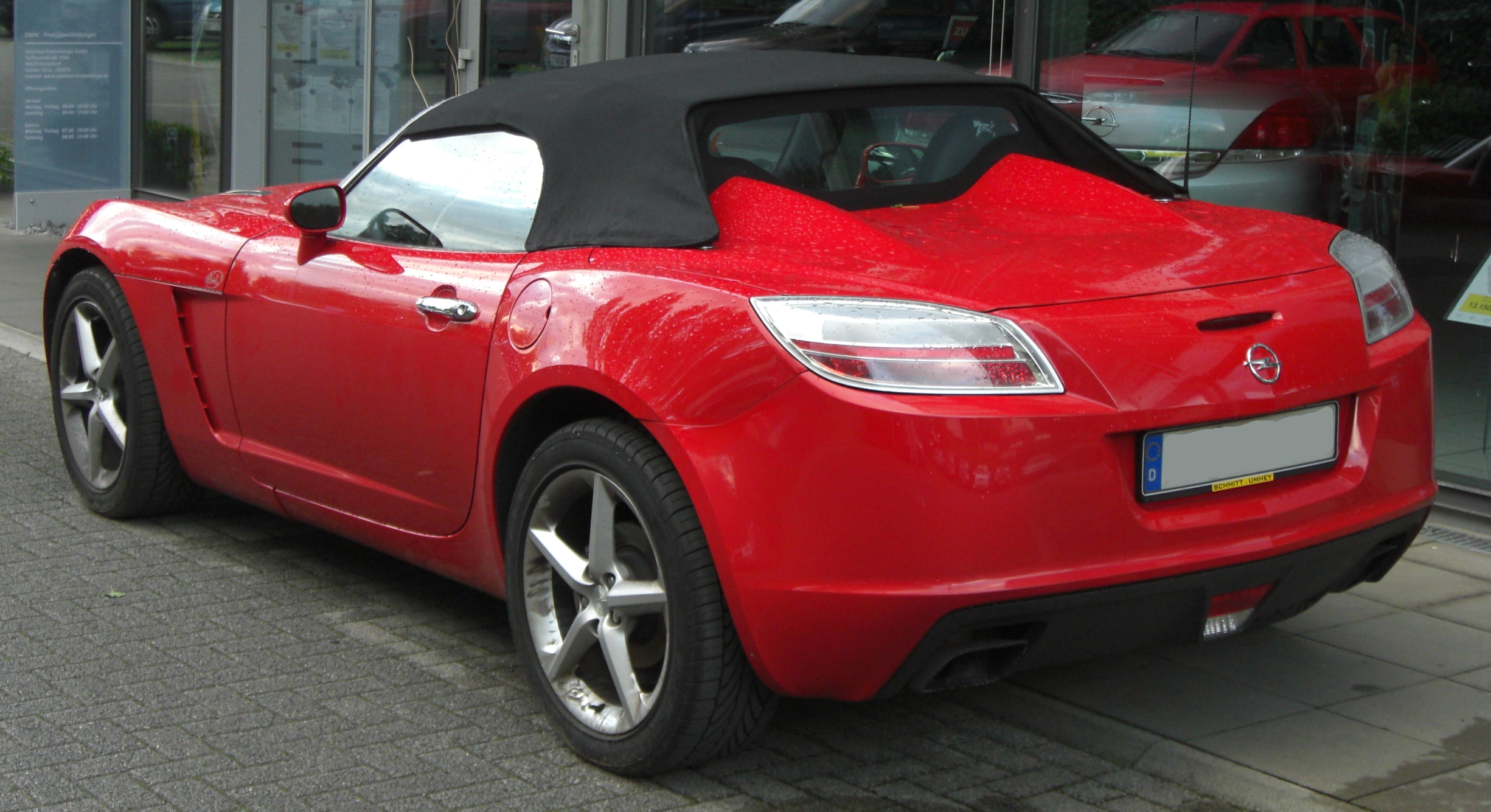
Visão traseira

Em 1 de fevereiro de 2006, a Opel emitiu um comunicado de imprensa anunciando a próxima produção de um novo Opel GT, como um provável modelo de 2007.
O GT era uma variante da engenharia do Pontiac Solstice e do Saturn Sky e estava disponível somente com o motor Ecotec de quatro cilindros e 2,0 L, 260 cv (194 kW; 264 cv) com injeção direta e turbocompressor .
O Opel GT substituiu o Opel Speedster na linha europeia, não foi fabricado em RHD e não substituiu o Vauxhall VX220 no Reino Unido, o que significa que nunca foi oferecida uma versão com o logótipo Vauxhall.

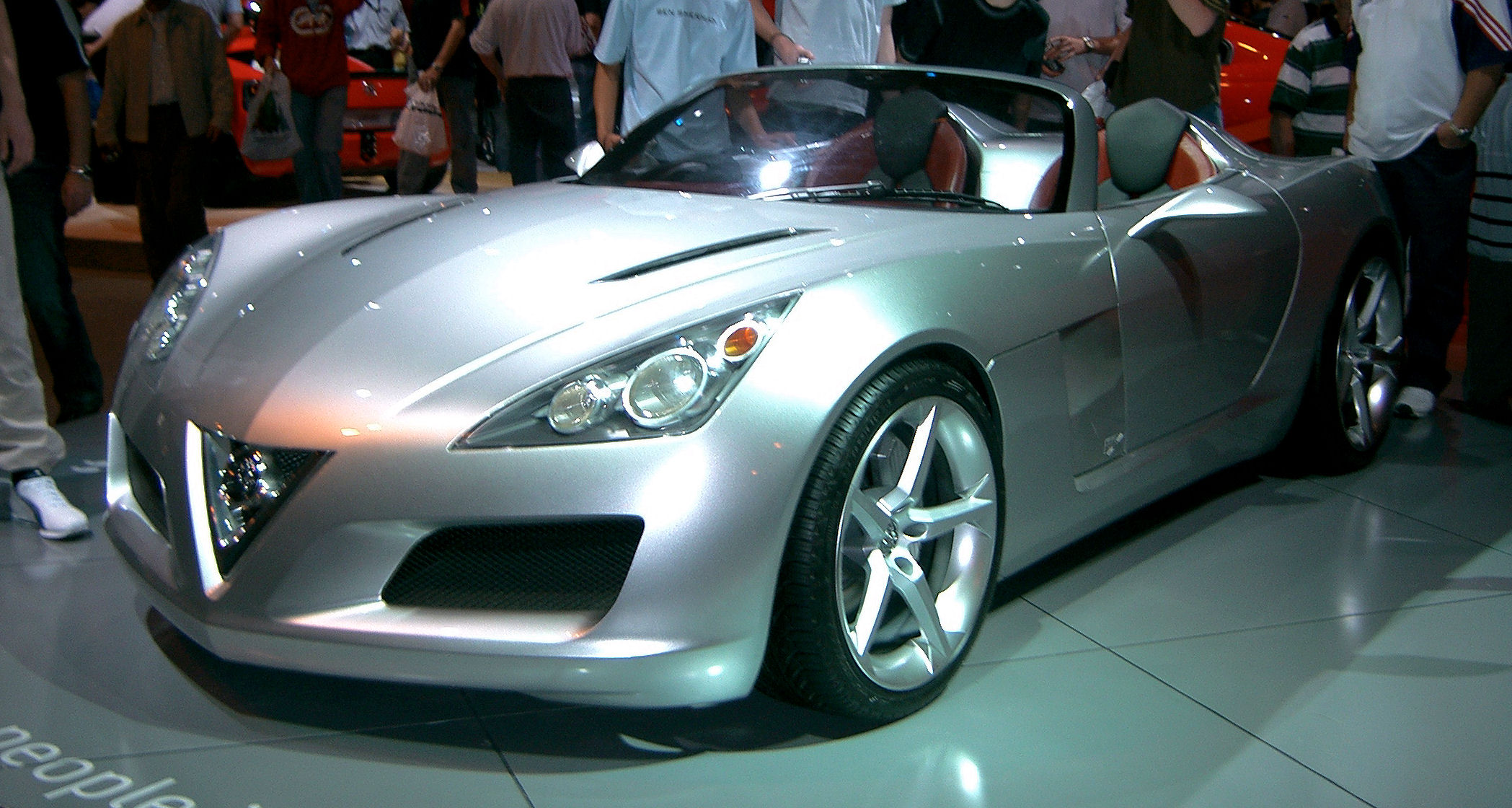
2003 Vauxhall VX Lightning Concept (baseado no Pontiac Solstice Concept 2002, como uma prévia indireta do carro de produção e um veículo comemorativo do 100º aniversário da Vauxhall na época)

O GT apresentava rodas de liga leve de 18 polegadas e um top de tecido dobrável semelhante, isqueiro na porta do lado do condutor, dois cinzeiros (um em cada porta), um compartimento de passageiros (em vez de uma grelha de colunas, atrás do banco do passageiro) e uma luz de nevoeiro traseira - e não incluiu o OnStar, como a OnStar ainda não havia lançado na Europa. O Bluetooth incorporado não estava disponível. Os GTs do ano de 2009 não têm cupholders traseiros montados na parte traseira do console, deixando o carro com um único suporte de copo no lado de passageiro do túnel de drivetrain. O GT apresentava luzes traseiras exclusivas e uma grade dianteira exclusiva. O pára-choques traseiro também tem uma área mais ampla e acomoda placas de veículos europeus.